# Theridion hispidum
Theridion hispidum là một loài nhện trong họ Theridiidae.
Loài này thuộc chi Theridion. Theridion hispidum được Octavius Pickard-Cambridge miêu tả năm 1898.